# Bastion host

Icona di un computer

Un bastion host (computer bastione) è un computer specializzato nell'isolare una rete locale da una connessione internet pubblica, creando uno scudo che permette di proteggere la rete locale da attacchi esterni.

## Funzionamento
Il bastion host si pone tra la connessione internet pubblica e la rete privata e filtra tutti i contenuti scambiati fra le due reti: in caso di attacco il sistema blocca l'attacco impedendo l'accesso alla rete locale. Questo computer ospita generalmente una singola applicazione, ad es. un proxy server, mentre tutti gli altri servizi non essenziali (come applicazioni, demoni ed utenti) vengono rimossi o limitati per ridurre al minimo la minaccia di infezione del sistema stesso attraverso falle del software stesso, oltre che al suo costante aggiornamento con gli ultimi aggiornamenti di sicurezza disponibili. In un bastion host non è possibile far girare un sistema operativo che supporti reti peer to peer.

## Origine del termine
Il termine è generalmente attribuito a Marcus J. Ranum, dove viene citato in un articolo riguardante i Firewall. In questo articolo il bastion host viene definito come: 

## Esempi di utilizzo
Esistono diversi esempi in cui si utilizzano sistemi o servizi di tipo bastion host:
- Server DNS (Domain Name System)
- Server Email
- Server FTP (File Transfer Protocol)
- Honeypot
- Server Proxy
- Server VPN (Virtual Private Network)
- Server Web